# 万事快調
『万事快調』（ばんじかいちょう、原題 仏: Tout va bien）は、映画監督ジャン＝リュック・ゴダールとジャン＝ピエール・ゴランが「ジガ・ヴェルトフ集団」の名のもとに、1972年に共同監督した映画。

## 概要
1968年、ゴダールの「商業映画との決別宣言」以降に結成し、9本の映画を製作した「ジガ・ヴェルトフ集団」の8本目の作品である。フランスの良心的左翼、スター歌手で俳優のイヴ・モンタン、アメリカのジョン・フォード映画のスター俳優ヘンリー・フォンダ令嬢で、国際的スター女優のジェーン・フォンダを「政治的戦略」として起用した。共演にルイ・マル監督の『地下鉄のザジ』（1960年）やイタリアのパスクァーレ・フェスタ・カンパニーレ監督の『女性上位時代』（1968年）のヴィットーリオ・カプリオーリ、当時のゴダールの妻で「ジガ・ヴェルトフ集団」と行動をともにしたアンヌ・ヴィアゼムスキーら。
フランスの二大映画資本ゴーモンとパテからジャン＝ピエール・ラッサムが出資を引き出し、4年ぶりで劇場用映画をゴダールは撮ったが、このあとゴランとともに「ジガ・ヴェルトフ集団」最後の作品『ジェーンへの手紙』（1972年）を製作して、同集団を解散、ヴィアゼムスキーとも別離した。
スチルカメラマンとして本作の製作に参加したアンヌ＝マリー・ミエヴィルとともに、パリを離れ、グルノーブルへと移住、ビデオ作品を製作する「ソニマージュ」を設立する。その後、1979年に『勝手に逃げろ/人生』で「映画大陸に帰還」するまで、さらに7年間、ゴダールは再び商業映画から遠ざかる。
本作は、ニューヨーク映画祭に出品され、同年10月10日に上映された後、翌1973年6月の第23回ベルリン国際映画祭に出品され、ニューシネマ・フォーラム部門で「インターフィルム賞」をゴダールとゴランが受賞している。日本では長い間未公開作品であったが、1996年7月20日に劇場公開された。

## ストーリー
アメリカのラジオ局からフランスに派遣された特派員のスーザン（ジェーン・フォンダ）は、夫で映画監督のジャック（イヴ・モンタン）をともない、フランスのとある都市の食肉工場へ、社長（ヴィットーリオ・カプリオーリ）インタヴューに赴く。同社では、当日の朝から無期限ストに突入、一部過激派の労働者が社長を監禁、スーザンとジャックも社長とともに社長室から出られなくなる。
同社の組合代表（ジャン・ピニョル）は、同社にまぎれこむ、女闘士（アンヌ・ヴィアゼムスキー）を含む極左過激派らの過激な闘争を批判、労働者に解散を呼びかける。労働者たちは、組合代表の指導を無視し、闘争をつづける。スーザンたちは社長に愛想を尽かし、労働者たちに労働条件についての取材を行なう。軍が導入され、社長は5日ぶりで開放される。
ジャックは、ゴダールがそうであったように、1968年5月の「五月革命」以降、商業映画を拒絶、コマーシャル・フィルムの演出で稼ぎ、政治映画の構想を立てている。スーザンの工場取材のレポートはラジオ局が没にした。夫婦仲は険悪化し、スーザンはジャックと口論になる。ジャックはこの経験をもとに、政治映画を夢想する。スーパー・マーケットでの商品と客の解放を描き、映画は唐突に終了する。

## キャスト
- イヴ・モンタン（彼・ジャック役）
- ジェーン・フォンダ（彼女・スーザン役）
- ヴィットーリオ・カプリオーリ（工場の社長役）
- エリザベート・ショヴァン（ジュヌヴィエーヴ役）
- カステル・カスティ（ジュヌヴィエーヴ役）
- エリック・シャルティエ（リュシアン役）
- ルイ・ビュジェット
- イヴ・ガブリエリ（レオン役）
- ピエール・ウードリー（フレデリック役）
- ジャン・ピニョル（労働者代表役）
- アンヌ・ヴィアゼムスキー（極左闘士の女役）
- マルセル・ガスーク
- ディディエ・ゴドロン
- ミシェル・マロ
- ユジェット・ミエヴィル
- リュス・マルノー
- ナタリー・シモン
- クリスチャーナ・テュリオ＝アルタン
- イブライム・セック
- エリック・シャルダン（本人役）

## スタッフ
- 監督・脚本：ジガ・ヴェルトフ集団（ジャン＝リュック・ゴダール、ジャン＝ピエール・ゴラン）
- 撮影：アルマン・マルコ
- 編集：クヌー・ペルティエ、クローディーヌ・メルリン
- 美術：ジャック・デュジエ
- 録音：ベルナール・オルション、アントワーヌ・ボンファンティ
- スチル写真：アンヌ＝マリー・ミエヴィル
- エグゼクティヴ・プロデューサー：ジャン＝ピエール・ラッサム
- 製作：アヌーシュカ・フィルム、ヴィコ・フィルム、アンピール・フィルム

## 関連事項
- ジガ・ヴェルトフ集団
- ニューヨーク映画祭